# Ratskeller Vetschau

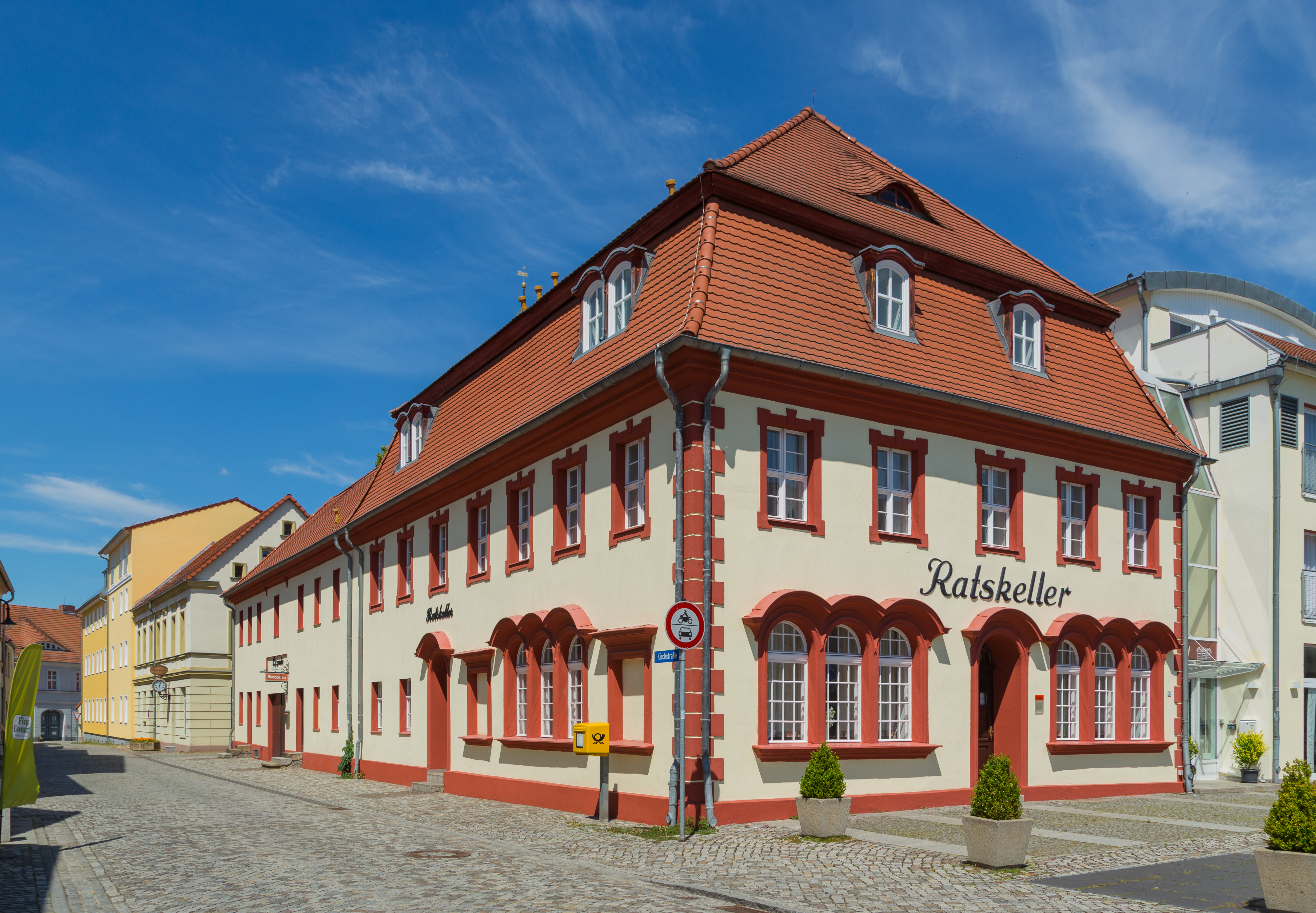
Ratskeller Vetschau (2018)

Der Ratskeller ist eine Gaststätte in der brandenburgischen Stadt Vetschau/Spreewald. Das Gebäude steht unter Denkmalschutz.

## Geschichte und Architektur
Der Ratskeller wurde um 1890 durch die Familie Griebenow am Marktplatz der Stadt (Markt 5) als verputzter Backsteinbau gebaut. Das Dach ist als Mansarddach ausgeführt. Auf dem Hof des Anwesens besteht eine hölzerne Galerie. Die Familie Griebenow schenkte das Haus dann der Stadt Vetschau, die es ab 1892 als Rathaus nutzte. In den Jahren 1912 bis 1918 fanden größere Umbauten statt. So erhielten die Fenster Rundbögen. 1920 zog die bis dahin auch in anderen Gebäuden untergebrachte Stadtverwaltung in das Schloss Vetschau. Die gastronomische Nutzung des Ratskellers wurde jedoch fortgesetzt. In der DDR wurde die Gaststätte von der Handelsorganisation betrieben.
Nach der Wiedervereinigung war das Gebäude in einem so schlechten Zustand, dass der Betrieb 1991 eingestellt wurde. In den Jahren 1994 und 1995 wurde der Ratskeller von einem neuen Besitzer saniert, auf einem benachbarten Grundstück wurde ein moderner Anbau errichtet. Das Gebäude wurde dann wieder als Gastronomie- und Beherbergungsbetrieb genutzt. Ende September 2011 wurde der Ratskeller geschlossen, der Betreiber meldete Insolvenz an. Es gab Überlegungen der Stadt Vetschau den Ratskeller zu erwerben, 2013 wurde die Gaststätte von ihrem heutigen Besitzer gekauft und wieder eröffnet.